# Adelio Albarello
Adelio Albarello (Roveredo di Guà, 18 gennaio 1918 – 18 novembre 1985) è stato un politico italiano.

## Biografia
Sindacalista e insegnante, viene eletto deputato con il Partito Socialista Italiano nel 1953, confermando il seggio alla Camera anche nel 1958. Il 26 settembre 1958 è primo firmatario di una proposta di legge intitolata "Riduzione della ferma militare a 12 mesi ed aumento del soldo ai militari e del sussidio alle famiglie dei richiamati alle armi".
Alle elezioni politiche del 1963 è eletto col PSI al Senato; nel gennaio 1964 partecipa alla scissione che dà vita al PSIUP. Con tale partito viene rieletto a Palazzo Madama anche nel 1968 (nella lista comune col PCI) e poi confermato (nella medesima alleanza) anche nel 1972. Nel luglio di tale anno confluisce, con la maggioranza del PSIUP, dentro al Partito Comunista Italiano, che rappresenta al Senato fino al 1976.